# Lupșa de Jos, Mehedinți
Lupșa de Jos este un sat în comuna Broșteni din județul Mehedinți, Oltenia, România.